# Borstorf
Borstorf é um município da Alemanha, distrito de Herzogtum Lauenburg, estado de Schleswig-Holstein.
É membro do Amt de Breitenfelde.